# 朱欣月
朱欣月（1997年—2008年8月25日）是中华人民共和国吉林省長春市九台区盧家鄉的貧窮女童，2005年七歲時查出腦部患有髓母細胞瘤，2006年1月開始雙目失明。當地報刊記者進行採訪，並得知女童願望是到北京天安門觀看升旗禮。報道引起社會極大回響，但朱欣月因體弱而無法遠赴北京，記者於是以《請您幫忙撒個謊》為題，請求市民協助在當地模擬天安門升旗禮，以「善意的謊言」一圓朱欣月的願望。2006年3月22日，2000多人完成整個過程。事件後來改編成電影，香港人林偉倫執導的《欣月童話》同年10月開機拍攝，由香港電影金像獎影帝梁家輝飾男主角。

## 經過
朱欣月是九台盧家小學的學生，活潑、懂事、成績名列前茅，既是班長，也是班級升旗手。家境清貧，父母無固定工作。2005年10月23日，朱欣月作舞蹈綵排時突然摔倒在操場上，經醫生診斷證實患上髓母細胞瘤，而這種腦部惡性腫瘤成功治癒的機會甚低。病情日趨嚴重，欣月後來因為腫瘤壓迫而導致雙目失明。朱家變賣家產、行乞借錢，治療費仍然短缺，父親於是致電吉林《城市晚報》記者尋求協助。
記者進行採訪後，2006年3月17日《城市晚報》刊出《绝症使她再也看不到升旗了》一文，報道朱家困難情況之餘，也提及朱欣月的最大的心願：到北京天安門看升國旗儀式。報道引起廣泛回響，翌日刊出〈孩子挺住！爸揹你首都“看”升旗〉一文，報道有讀者願意協助朱欣月到北京看升旗。
然而，朱欣月身體狀況不能讓她支持到北京。記者安排下，2006年3月，二千多名互不相識的志願者在長春公關學校的操場上，舉行了一次虛構的天安門升旗禮，讓小欣月有機會感受到天安門升旗的情況；而當時已告失明的小欣月並不知道事情底蘊。
朱欣月於2006年3月30日以火車送往北京接受治療。手術後情況良好，2006年5月8日，朱欣月更曾親身觀看了一次真正的天安門升旗禮。
事件經過改編拍攝成電影《欣月童話》。
2008年8月25日，正當《欣月童話》在上海举行首映式時，頑強與病魔搏鬥了兩年多的朱欣月因呼吸、循環系统衰竭在長春中日聯誼醫院去世。

## 資料來源
1. 1 2 3  . 城市晚報 (吉林省). 2006年3月17日  [2007-04-15]. （原始内容存档于2007-09-03）.。
2. 1 2 3  . 中國中央電視台新聞頻道《共同關注》. 2006年4月1日  [2007-01-14]. （原始内容存档于2007-03-11）.
3. ↑  . 城市晚報 (吉林省). 2006年10月10日  [2007年4月15日]. （原始内容存档于2019年6月5日）.
4. ↑  . 城市晚報 (吉林省). 2006年3月18日.[]
5. ↑  . 城市晚報 (吉林省). 2006年3月31日  [2007-04-15]. （原始内容存档于2007-09-27）.

## 外部參考
- 《兩千人為絕症盲女小欣月圓夢 （页面存档备份，存于）》，sohu.com特輯
- 《欣月童話ing》，吉林《城市晚報》特輯
- 《請你幫忙撒個謊》，香港無綫電視《星期日檔案》，2007年1月14日播出